# Claudio Gugerotti

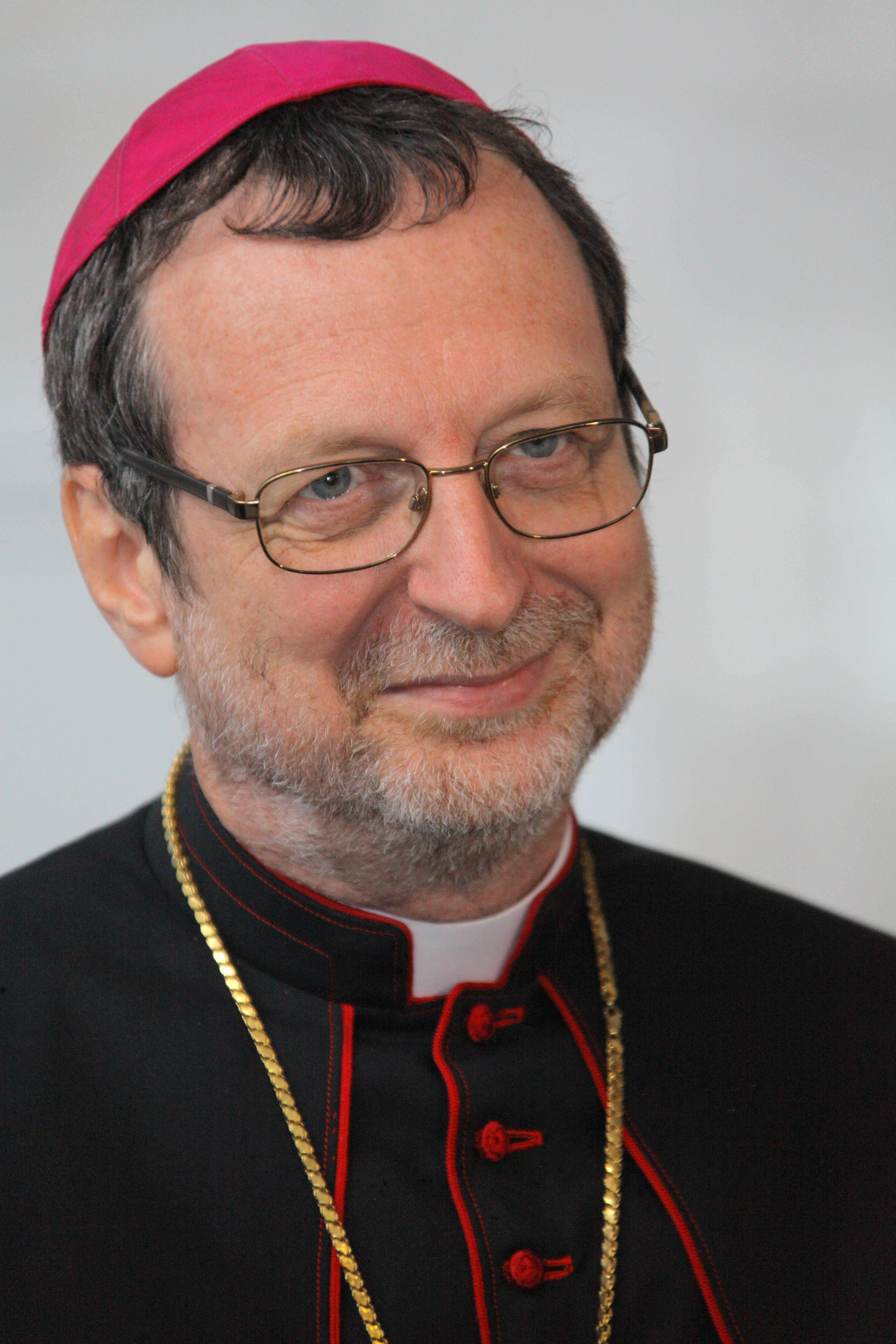
Erzbischof Claudio Gugerotti (2014)

Kardinalswappen

Claudio Kardinal Gugerotti (* 7. Oktober 1955 in Verona) ist ein italienischer Geistlicher, Diplomat des Heiligen Stuhls und Kurienkardinal der römisch-katholischen Kirche. Seit 2022 ist er Präfekt des Dikasteriums für die orientalischen Kirchen.

## Leben
Claudio Gugerotti trat in die in seiner Heimatstadt Verona ansässige Missionsgesellschaft Pia Societa von Nicola Mazza ein. Nach seiner philosophischen und theologischen Ausbildung empfing er am 29. Mai 1982 durch den Bischof von Verona, Giuseppe Amari, die Priesterweihe. An der Università Ca’ Foscari di Venezia studierte er orientalische Sprachen und orientalische Literatur sowie Liturgie am Päpstlichen Athenaeum Sant’Anselmo, der internationalen Hochschule des Benediktinerordens mit Sitz in Rom. Am Päpstlichen Orientalischen Institut wurde Gugerotti in orientalischen Kirchenwissenschaften promoviert. Er lehrte Patristik, armenische Sprache und Literatur an den Universitäten in Venedig, Padua und Rom sowie an der Päpstlichen Universität Gregoriana und am Päpstlichen Orientalischen Institut, beide in Rom, und vor allem von 1981 bis 1985 östliche Liturgie am Istituto Teologico San Zeno di Verona.
1985 trat er in den Dienst des Heiligen Stuhls ein und wurde später Untersekretär in der Kongregation für die Ostkirchen. Von 1990 bis 2001 war er Berater des Amtes für die päpstlichen liturgischen Feiern.
Am 7. Dezember 2001 ernannte ihn Papst Johannes Paul II. zum Apostolischen Nuntius in Georgien und Armenien sowie zum Titularerzbischof von Rebellum. Zudem wurde er am 13. Dezember desselben Jahres zum Apostolischen Nuntius in Aserbaidschan bestellt. Die Bischofsweihe spendete ihm Johannes Paul II. am 6. Januar 2002 im Petersdom; Mitkonsekratoren waren die Kurienerzbischöfe Leonardo Sandri und Robert Sarah.
Papst Benedikt XVI. berief ihn am 15. Juli 2011 zum Apostolischen Nuntius in Belarus. Papst Franziskus ernannte ihn am 13. November 2015 zum Apostolischen Nuntius in der Ukraine. Am 4. Juli 2020 bestellte ihn Papst Franziskus zum Apostolischen Nuntius in Großbritannien.
Am 21. November 2022 ernannte ihn Papst Franziskus zum Präfekten des Dikasteriums für die orientalischen Kirchen. Damit ist er gleichzeitig auch Großkanzler des Päpstlichen Orientalischen Instituts in Rom. Gugerotti gilt als anerkannter Experte für Theologie und Liturgie östlicher Kirchen.
Im Konsistorium vom 30. September 2023 nahm ihn Papst Franziskus als Kardinaldiakon mit der Titeldiakonie Sant’Ambrogio della Massima in das Kardinalskollegium auf. Die Besitzergreifung seiner Titeldiakonie fand am 7. Dezember desselben Jahres statt. Nach dem Tod von Papst Franziskus nahm Kardinal Gugerotti am Konklave 2025 teil, das Leo XIV. wählte.

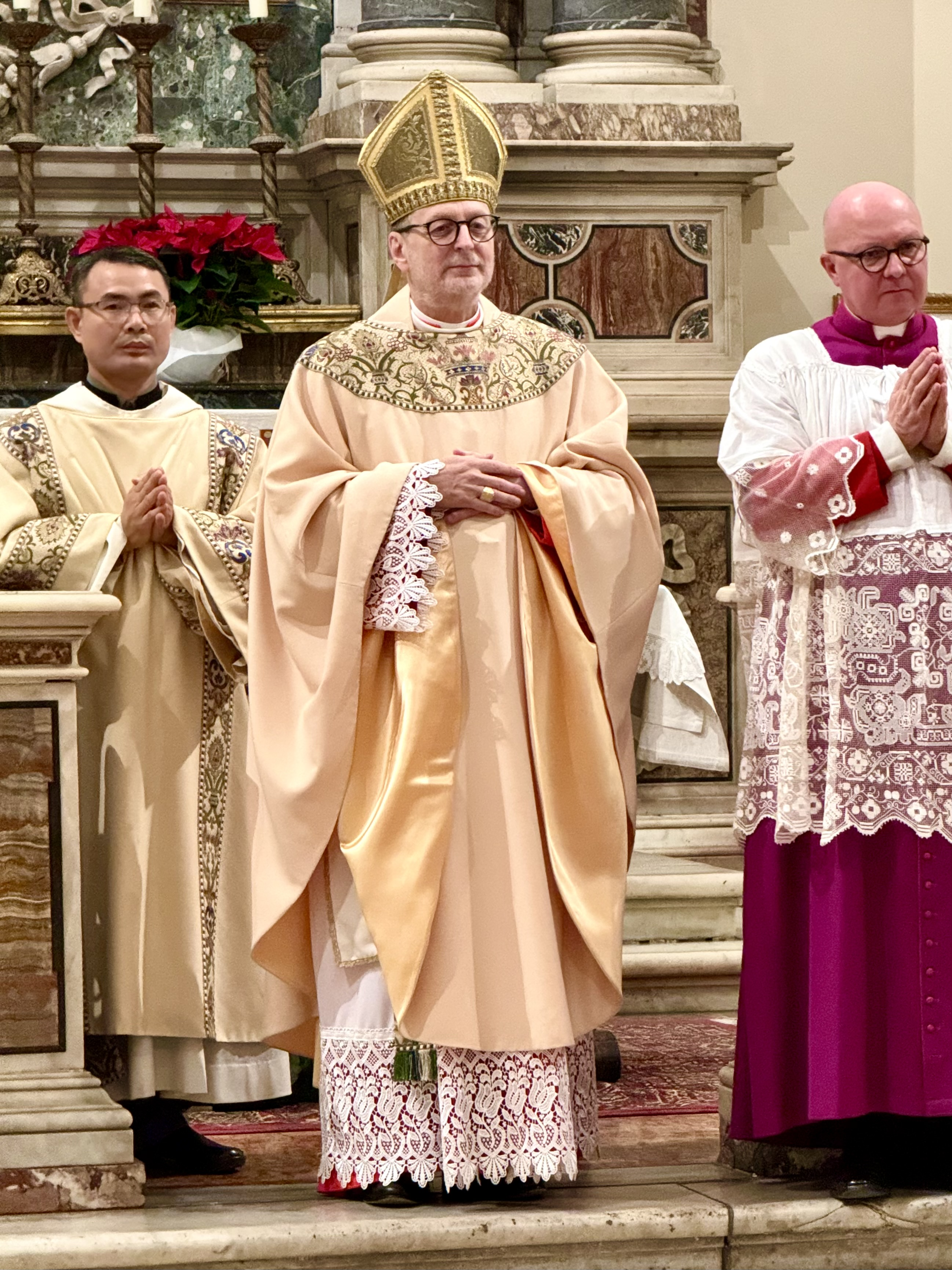
Kardinal Gugerotti während der Inbesitznahme seiner Titeldiakonie am 7. Dezember 2023 in Rom

Gugerotti ist Autor verschiedener Artikel, Aufsätze und Bücher.

## Mitgliedschaften
Claudio Gugerotti ist Mitglied folgender Dikasterien der Römischen Kurie:
- Dikasterium für die Evangelisierung, Sektion für die grundlegenden Fragen der Evangelisierung in der Welt[13] und Sektion für die Erstevangelisierung und die neuen Teilkirchen (seit 2023)
- Dikasterium für die Glaubenslehre (seit 2023)
- Dikasterium für die Bischöfe (seit 2023)
- Dikasterium zur Förderung der Einheit der Christen (seit 2023)
- Dikasterium für den Interreligiösen Dialog (seit 2023)
- Dikasterium für die Kultur und die Bildung (seit 2023)
- Dikasterium für die Gesetzestexte (seit 2023)
- Päpstliche Kommission für den Staat der Vatikanstadt (seit 2023)

## Schriften
- La spiritualita armena, 1999, zusammen mit Boghos Lévon Zékian, Divo Barsotti
- La liturgia armena delle ordinazioni e l'epoca ciliciana. Esiti rituali di una teologia di comunione tra Chiese, 2001
- L'uomo nuovo. Un essere liturgico, 2005
- Riflessi d'oriente, 2012
- Caucaso e dintorni. Viaggio in una cristianità di frontiera, 2012
- A New Humanity: Liturgical Essence, 2018

## Ehrungen und Auszeichnungen
- 1990: Ehrentitel Kaplan Seiner Heiligkeit[14] (Monsignore) durch Papst Johannes Paul II.
- 2020: Verdienstorden der Ukraine (3. Grad) durch Präsident Wolodymyr Selenskyj[15]
- 2024: Ehrenbürgerschaft der Gemeinde Ravello[16]